# Aschau im Zillertal
Pour les articles homonymes, voir Aschau.
Aschau im Zillertal est une commune autrichienne du district de Schwaz dans le Tyrol.